# Joël Pedro
Joël Pedro (* 10. April 1992 in Luxemburg) ist ein ehemaliger luxemburgischer Fußballspieler.

## Karriere

### Verein
2007 wechselte Joël Pedro von seinem Stammverein FC Kehlen nach Frankreich in die Jugend des CS Sedan. Seit 2012 stand er beim F91 Düdelingen unter Vertrag und wurde in der Winterpause der Saison 2017/18 an Jeunesse Esch verliehen. Im Sommer 2019 folgte dann der Wechsel zum damaligen Zweitligisten Swift Hesperingen. Zur Saison 2021/22 wurde Pedro erst für ein Jahr an den FC Mamer 32 ausgeliehen und anschließend fest verpflichtet. Im Sommer 2023 gab der Spieler dann sein Karriereende bekannt.

### Nationalmannschaft
Pedro gab sein Debüt für die luxemburgische A-Nationalmannschaft am 12. August 2009 in einem Freundschaftsspiel gegen Litauen, als er in der 76. Minute eingewechselt wurde. Sein zweites Länder- und  erstes Pflichtspiel für Luxemburg absolvierte er am 9. September im WM-Qualifikationsspiel gegen Israel.

## Erfolge
- Luxemburgischer Meister: 2014, 2016, 2017
- Luxemburgischer Pokalsieger: 2016, 2017